# Topplåsbräken
Topplåsbräken (Botrychium lanceolatum) är en art i familjen låsbräkenväxter i växtdivisionen ormbunksväxter.
Lågväxt och relativt oansenlig bräkenväxt, Det är en rödlistad art, med klassen VU och därmed skyddad.

## Bildgalleri

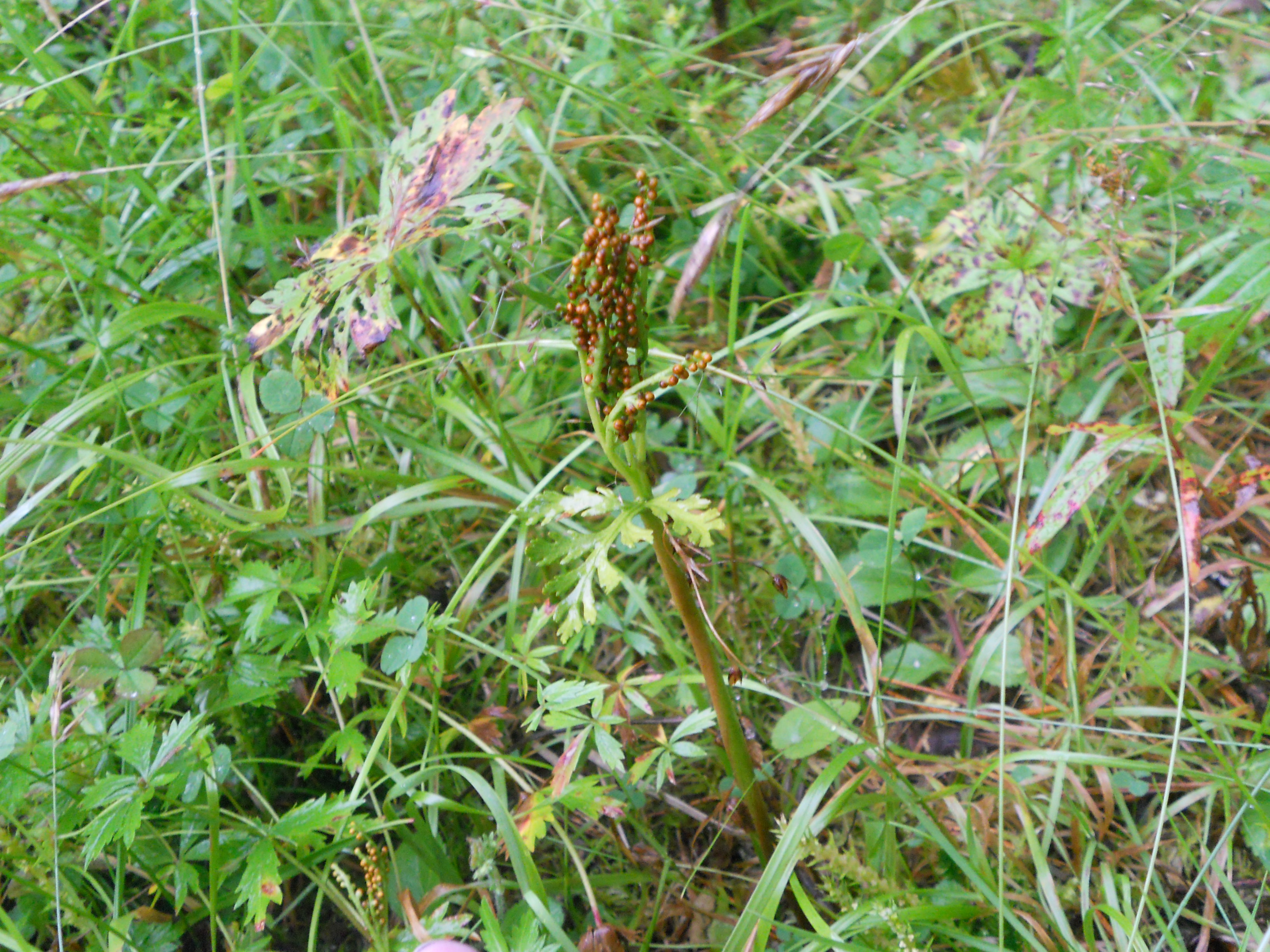
Foto av Topplåsbräken taget i Dalarna.
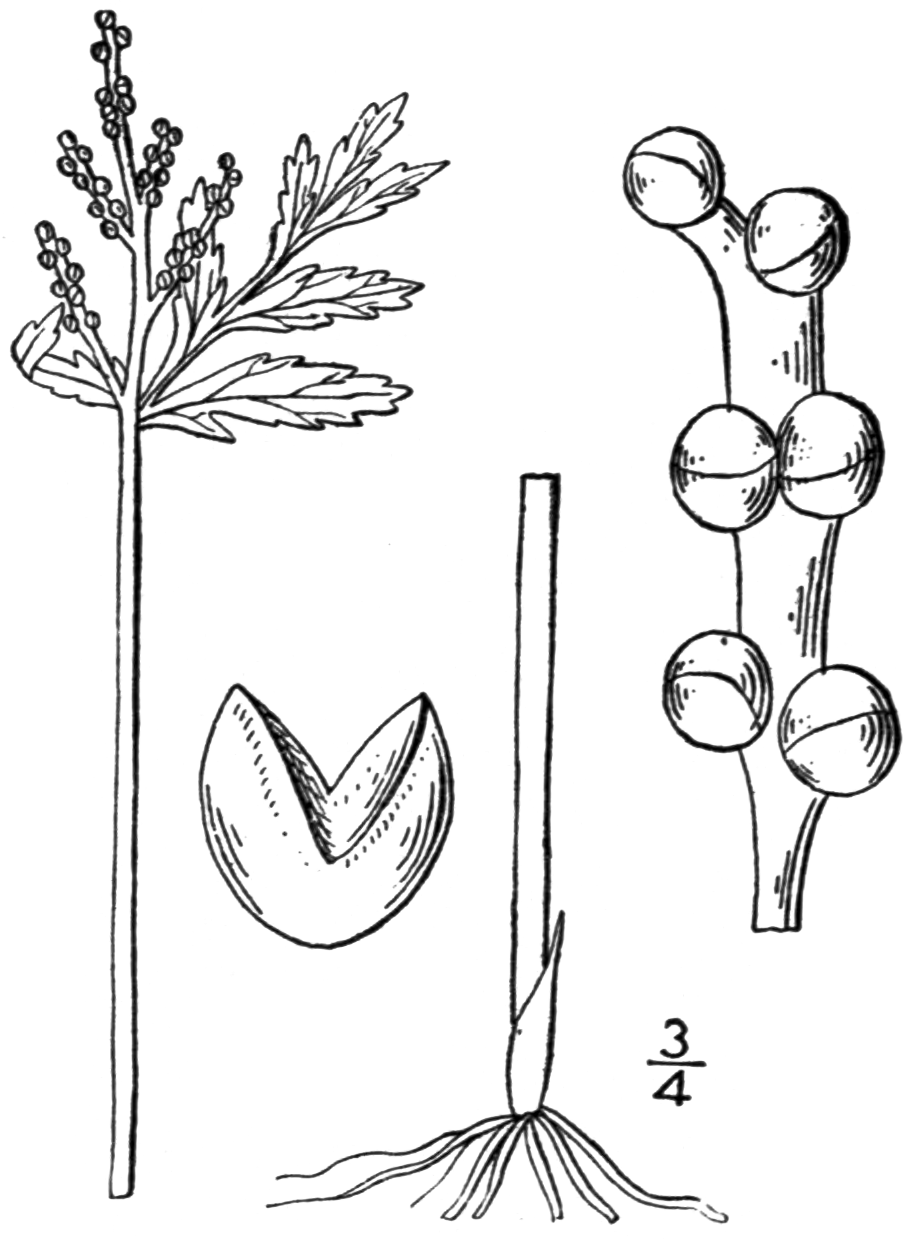
Illustration av Topplåsbräken.